# Susanne Wahlström
Susana Elisabeth Susanne Wahlström, född 10 augusti 1973 i Resistencia, Chaco, Argentina, är en svensk politiker (moderat). Hon är ordförande i kommunstyrelsen i Habo kommun sen 1 januari 2019, då hon efterträdde socialdemokraten Gunnar Pettersson.
Wahlström är till yrket kommunikatör och har varit ordförande för Moderatkvinnorna i Jönköpings län sen 2016. Hon är sedan 2006 gift med Fredrik Wahlström (född 1973).